# HMS Castor (T124)
HMS Castor (T124) var en torpedbåt i svenska flottan av Spica-klass. Efter utrangeringen såldes hon till en privat köpare.